# 12159 Bettybiegel
12159 Bettybiegel (tên chỉ định: 1142 T-2) là một tiểu hành tinh vành đai chính. Nó được phát hiện bởi Cornelis Johannes van Houten, Ingrid van Houten-Groeneveld, và Tom Gehrels ở Đài thiên văn Palomar ở Quận San Diego, California, ngày 29 tháng 9 năm 1973. Nó được đặt theo tên Rebekka A. "Betty" Biegel, a European psychologist who committed suicide to avoid being sent to Auschwitz concentration camp.